# Pulvinaria cestri
Pulvinaria cestri är en insektsart som först beskrevs av Bouché 1833.  Pulvinaria cestri ingår i släktet Pulvinaria och familjen skålsköldlöss.
Artens utbredningsområde är Tyskland. Inga underarter finns listade i Catalogue of Life.